# Baños Nitrao
Los baños Nitrao son manantiales termales ubicados en la Región de Biobío, utilizados para fines medicinales.

## Historia
Luis Risopatrón lo describe en su Diccionario Jeográfico de Chile de 1924:: 589 
Nitrao (Aguas termales de) 37° 50'? 71° 15'?. Son lijeramente sulfurosas i se encuentran en la Cordillera, al W de las aguas de Copahue. 63, p. 430; i termas Baños de Nitrao en 68, p. 37.